# Fjädersjöborre
Fjädersjöborre (Echinocardium pennatifidum) är en sjöborreart som först beskrevs av Norman 1868.  Fjädersjöborre ingår i släktet Echinocardium och familjen hjärtsjöborrar. Enligt den svenska rödlistan är arten sårbar i Sverige. Arten förekommer i Götaland. Artens livsmiljö är havet. Inga underarter finns listade i Catalogue of Life.